# Gotein-Libarrenx
Gotein-Libarrenx en francés, Gotaine-Irabarne en euskera, es una localidad y comuna francesa situada en el departamento de Pirineos Atlánticos, en la región de Aquitania y en el territorio histórico vascofrancés de Sola.

## Demografía
| Gráfica de evolución demográfica de Gotein-Libarrenx entre 1800 y 2012 |
|                                                                        |

El resultado del año 1800 es la suma final de todos los datos parciales obtenidos antes de la creación de la comuna (12 de mayo de 1841).
Fuentes: Ldh/EHESS/Cassini e INSEE.

## Economía
La principal actividad es la agrícola (ganadería y pastos).